# NGC 811
NGC 811 ist eine linsenförmige Galaxie vom Hubble-Typ S0 im Sternbild Walfisch. Sie ist rund 654 Millionen Lichtjahre von der Milchstraße entfernt und hat einen Durchmesser von etwa 115.000 Lichtjahren.
Das Objekt wurde im Jahre 1886 von Francis Leavenworth entdeckt.